# 전밀
전밀(轉密, ?~?)은 신라의 승려이다.

## 생애
화랑 문노(文奴)의 문하생이었던 그는 동문인 김흠운(金欽運)의 전사자에 대해 격한 반응을 보고 이 사람이 만약 전쟁에 나가면 반드시 돌아오지 않을 것이라는 말을 남겼다.